# 小行星8339
小行星8339（英語：8339 Kosovichia）是一颗围绕太阳公转的小行星。1985年9月15日，尼古拉·切爾尼赫在克里米亚发现了此天体。
这颗小行星的绝对星等为153.0494159403066等。